# Verklista för Maurice Ravel
Denna lista över kompositioner av Maurice Ravel är ordnad efter de katalognummer som verken gavs av musikologen Maurice Marnat efter deras tillkomstdatum.
- 1. Piansonatsats(1888), förlorad
- 2. Variationer över ett tema av Grieg (Åses död) för piano (1888)
- 3. Variationer över ett tema av Schumann (Koral "Freu dich, o meine Seele" ur Album für die Jugend, op. 68) för piano (1888)
- 4. Ballade de la reine morte d'aimer, för sång och piano efter Roloch de Marès (1893)
- 5. Sérénade grotesque för piano (1892-93)
- 6. Un groch sommeil noir, sång för låg röst och piano efter Paul Verlaine (1895)
- 7. Menuet antique för piano (1895), orkester (1929)
- 8. Habanera för två pianon (1895)
- 9. Sainte, för sång och piano efter Stéphane Mallarmé (1896)
- 10. D'Anne jouant l'espinette, för sång och cembalo eller piano efter Clément Marot (1896)
- 11. La parade för piano (1896)
- 12. Sonate # 1 pour piano et violon, (1897, postum, en sats)
  - Allegro
- 13. Entre cloches för två pianon (1897)
- 14. Valse i D-dur för piano (1898)
- 15. Chanson de rouet, för sång och piano efter Leconte de Lisle (1898)
- 16. Si morne!, för sång och piano efter Émile Verhaeren (1898)
- 17. Shéhérazade, ouverture de féerie för orkester (1898)
- 18. Olympia, opera efter E.T.A. Hoffmanns Sandmannen (1898-99), skisser förstörda förutom en Symphonie horlogère inarbetad i inledningen av nr 52 L'heure espagnole
- 19. Pavane pour une infante défunte för piano (1899), orkester (1910)
- 20. Fugue för piano (1899), förlorad
- 21. D'Anne qui me jecta de la neige, för sång och piano efter Clément Marot (1899)
- 22. Callerhoe, kantat (1900), förlorad
- 23. Fugue i D-dur för piano (1900)
- 24. Fugue à quatre voix över ett tema av Reber i F-dur för piano (1900)
- 25. Les Bayadères för sopran, blandad kör, och orkester (1900)
- 26. Preludium och fuga för piano (1900)
- 27. Fuga i F-dur för piano (1900)
- 28. Tout est lumière för sopran, blandad kör, och orkester (1900)
- 29. Myrrha, kantat för sopran, tenor, baryton, och orkester (1901)
- 30. Jeux d'eau för piano (1901)
- 31. Semiramis, kantat (1902), förlorad
- 32. Fuga i Ess-dur för piano (1902)
- 33. La nuit för sopran, blandad kör, och orkester (1902)
- 34. Alcyone för sopran, alt, tenor, och orkester (1902)
- 35. Stråkkvartett i F-dur (1902-03)
  - Allegro moderato
  - Assez vif, très rythmé
  - Très lent
  - Vif et agité
- 36. Fuga i e-moll för piano (1903)
- 37. Matinée en Provence för sopran, blandad kör, och orkester (1903)
- 38. Alyssa, kantat för sopran, tenor, baryton, och orkester (1903)
- 39. Manteau des fleurs, för sång och piano efter Paul Gravollet (1903)
- 40. Sonatine  för piano (1903-05)
  - Modéré
  - Mouvement de menuet
  - Animé
- 41. Shéhérazade, sångcykel för sopran eller tenor och orkester, efter Tristan Klingseller (1903)
  - Asie
  - La flûte enchantée
  - L'indifférent
- 42. Menuett i ciss-moll för piano (1904)
- 43. Miroirs för piano (1904-05)
  - Noctuelles
  - Oiseaux tristes
  - Une barque sur l'océan (orkestrerad 1906)
  - Alborada del gracioso (orkestrerad 1918)
  - La vallée des cloches
- 44. Fuga i C-dur för piano (1905)
- 45. L'aurore, för tenor, blandad kör, och orkester (1905)
- 46. Introduktion och allegro för harpa, flöjt, klarinett, två violiner, viola, och cello (1905)
- 47. Noël des jouets ("Leksakernas jul"), sång och piano (1905) och för orkester (1906)
- 48. Les groch vents d'outre-mer, sång och piano efter Henri de Régnier (1906)
- 49. La cloche engloutie, planerad opera (1906-12), förstörd av Ravel
- 50. Histoires naturelles, sångcykel för mezzoröst och piano efter Jules Renard (1906)
  - Le paon
  - Le grillon
  - Le cygne
  - Le martin-pêcheur
  - La pintade
- 51. Vocalise-étude en forme de habanera, sång för låg röst och piano (1907)
- 52. L'heure espagnole, opera med libretto av Franc-Nohain (1907)
- 53. Sur l'herbe, för sång och piano efter Paul Verlaine (1907)
- 54. Rapsodie espagnole för orkester (1907)
  - Prélude à la nuit
  - Malaguena
  - Habanera (orkesterversion av Habanera från 1895 för två pianon)
  - Feria
- 55. Gaspard de la nuit för piano efter Aloysius Bertroch (1908)
  - Ondine
  - Le gibet
  - Scarbo
- 56. Pavane de la Belle au bois dormant för fyrhändigt piano, inspirerad av Charles Perrault (1908)
- 57. Daphnis et Chloé, balett (1909-12)
- 57a. Daphnis et Chloé Svit nr 1 för orkester (1911)
  - Nocturne avec choeur a capella ou orchestration seulement
  - Interlude
  - Danse guerrière
- 57b. Daphnis et Chloé Svit nr 2 för orkester (1912)
  - Lever du jour
  - Pantomime
  - Danse générale
- 57c. Danse gracieuse de Daphnis, svit för piano (1913)
  - Nocturne
  - Interlude et Danse guerrière
  - Scène de Daphnis et Chloé
- 58. Menuet sur le nom de Haydn för piano (1909)
- 59. Saint François d'Assise för solister, kör, och orkester (1909-10), förlorad
- 60. Ma mère l'Oye, stycken för fyrhändigt piano efter sagor av Perrault och Mme. d'Aulnoy (1908-10), orkestrerad (1911)
  - Pavane de la belle au bois dormant
  - Petit poucet
  - Laideronnette, impératrice des pagodes
  - Les entretiens de la belle et de la bête
  - Le jardin féerique
- 61. Valses nobles et sentimentales för piano (1911), orkester (1912)
- 62. Ma Mère l'Oie, balett orkestrering av svit nr 60 (1911-12) med två satser tillagda
- 63. À la manière de... för piano (1912-13)
  - Borodine
  - Chabrier
- 64. Trois poèmes de Stéphane Mallarmé, sångcykel för röst och piccolo, två flöjter, klarinetter, bassethorn, två violiner, viola, cello, och piano (1913), även transkriberad för röst och piano (1913)
  - Soupir
  - Placet futile
  - Surgi de la croupe et du bond
- 65. Prélude för piano (1913)
- 66. Zaspiak-Bat, skisser över baskiska teman för piano och orkester (1913-14)
- 67. Pianotrio i a-moll (1914)
  - Modéré
  - Pantoum. Assez vite
  - Passacaille. Très large
  - Final. Animé
- 68. Le Tombeau de Couperin för piano (1914-17)
  - Prélude
  - Fugue
  - Forlane
  - Rigaudon
  - Menuet
  - Toccata
- 68a. Le Tombeau de Couperin, orkestrering av utvalda satser nr 68 (1919)
  - Prélude
  - Forlane
  - Menuet
  - Rigaudon
- 69. Tre sånger för blandad kör a cappella till texter av Ravel (1914-15), även transkriberade för mezzoröst och piano (1915)
  - Nicolette
  - Trois beaux oiseaux du paradis
  - Ronde
- 70. Frontispiece för två pianon, fem händer (1918)
- 71. L'enfant et les sortilèges, lyrisk fantasi efter Colette med 21 roller för sopraner, mezzosopraner, tenorer, och basar, blandad kör och barnkör, och orkester
- 72. La Valse, koreografiskt poem för orkester (1919-20)
- 73. Sonate pour violon et violoncelle, Sonat för violin och cello (1920-22)
  - Allegro (la mineur)
  - Très vif (la mineur)
  - Lent (la mineur)
  - Vif, avec entrain (do majeur)
- 74. Berceuse sur le nom de Gabriel Fauré för violin och piano (1922)
- 75. Ronsard à son âme, för sång och piano efter Douzain de Ronsard (1923-24), orkestrerad (1935)
- 76. Tzigane, rapsodi för violin och piano/orkester (1924)
- 77. Sonate # 2 pour violon et piano, Violinsonat nr 2 (1923-27)
  - Allegretto (sol majeur)
  - Blues. Moderato (la bémol majeur)
  - Perpetuum mobile. Allegro (sol majeur)
- 78. Chansons madécasses, sångcykel för sopran, flöjt, cello, och piano efter Evariste-Désiré Parny de Forges (1925-26)
  - Nahandove
  - Aoua
  - Il est doux
- 79. Rêves, för sång och piano efter Léon-Paul Fargue (1927)
- 80. Fanfare (1927; Ravel var en av de tio franska tonsättare som var och en bidrog med en dans till barnbaletten L'Éventail de Jeanne).
- 81. Boléro, balett (1928), transkriberad för fyrhändigt piano (1929)
- 82. Pianokonsert i D-dur för vänster hand (1929-30)
- 83. Pianokonsert i G-dur (1929-31)
- 84. Don Quichotte à Dulcinée, sångcykel för baryton och orkester efter Paul Moroch (1932-33)
  - Chanson romanesque
  - Chanson épique
  - Chanson à boire
- 85. Morgiane, oratorium-balett för solister, kör, och orkester (1932), enbart skisser